# NetEase
NetEase, Inc. (forenklet kinesisk: 网易; traditionelt kinesisk: 網易; pinyin: WǎngYì) er en kinesisk internetsoftwarevirksomhed, der driver internetplatforme centreret omkring indhold, netværk, kommunikation og handel. Selskabet blev etableret i 1997 af Ding Lei. Produkterne omfatter computerspilsproduktion og platforme, online markedsføring, email-service og e-handel. NetEase driver streamingtjenesten NetEase Music.